# Slagdala naturreservat
Slagdala är ett omkring tio hektar stort naturreservat nordväst om Virserum i Hultsfreds kommun i Småland.
Slagdala naturreservat nås från allmänna landsvägen mellan Virserum och Skirö.
Virserumsåsen är en av södra Sveriges mäktigaste åsbildningar. På åsen växer främst tall. På sidorna blandas den upp med gran. Området är värdefullt ur både ett geologiskt och landskapsestetiskt perspektiv. På marken dominerar blåbärsris. Åsens högsta punkt ligger omkring 40 meter över omgivande mark.
Förvaltare av naturreservatet är Länsstyrelsen i Kalmar län.